# Draba hystrix
Draba hystrix är en korsblommig växtart som beskrevs av Joseph Dalton Hooker och Thomas Thomson. Draba hystrix ingår i släktet drabor, och familjen korsblommiga växter. Inga underarter finns listade i Catalogue of Life.